# Land- und Stadtgericht Gleiwitz
Das Land- und Stadtgericht Gleiwitz war ein preußisches Land- und Stadtgericht mit Sitz in Gleiwitz.

## Geschichte
Mit der preußischen Städteordnung von 1808 verloren die Magistrate ihre Funktion als Eingangsgerichte und es wurden staatliche Stadtgerichte eingerichtet. Nach dem Ende der Befreiungskriege wurden die staatlichen Gerichte (Stadtgerichte und Justizämter) zu Land- und Stadtgerichten zusammengefasst. In Gleiwitz entstand so das Land- und Stadtgericht Gleiwitz. Zuständiges Oberlandesgericht war das Oberlandesgericht Ratibor.
Sein Sprengel umfasste die Städte Gleiwitz mit 5367 Einwohnern (1837) und Kieferstädtel mit 738 Einwohnern sowie 15 Ortschaften mit 4817 Einwohnern, also zusammen 10.922 Gerichtseingesessene. Die Ortschaften waren Althof, Eisengießerei Gleiwitz, Ostroppa, Petersdorf, Richtersdorf, Schalscha, Trinneck, Kolonie Zedlitz Kärnik, (Kämmereianteil) sowie die vom Land- und Stadtgericht verwalteten Patrimonialgerichte Mittel- und Nieder-Lagiewnik (mit der Ortschaft Niederhaidok), Rzebitz (mit Zdiertz) und Zernik.
Am Gericht waren ein Land- und Stadtrichter, ein Assessor, ein Subalterner und ein Unterbeamte beschäftigt. Es handelte sich um ein Gericht 2. Klasse, d. h. da das Gericht weniger als drei Richter hatte, konnten diese nicht als Spruchkörper gemeinsam Beschlüsse fassen.
Das Gericht hatte seinen Sitz im Rathaus.
1849 wurden einheitlich Kreisgerichte gebildet. In Gleiwitz entstand so das Kreisgericht Gleiwitz.

## Richter
- Land- und Stadtrichter Engel (1824–1842)
- Land- und Stadtgerichtsdirektor Bönisch (1842–1849)[1]